# Карафа делла Спина, Фортунато Иларио
Фортунато Иларио Карафа делла Спина (итал. Fortunato Ilario Carafa della Spina; 16 февраля 1631, Неаполь, Неаполитанское королевство — 16 января 1697, Портичи, Неаполитанское королевство) — итальянский кардинал. Епископ Аверсы с 7 июля 1687 по 16 января 1697. Кардинал-священник со 2 сентября 1686, с титулом церкви Санти-Джованни-э-Паоло с 7 июля 1687 по 16 января 1697.